# ディバインフォース
ディバインフォース（欧字名:Divine Force、2016年4月5日 - ）は、日本の競走馬。2021年のステイヤーズステークスの勝ち馬である。
馬名の意味は、神聖な力。

## 戦績

### 2歳（2018年）
8月19日、札幌競馬場で行われた2歳新馬戦でデビュー。8番人気で迎え、13着に敗れた。その後、この年は2戦2敗であった。

### 3歳 - 4歳（2019年 - 2020年）
3歳初戦として阪神競馬場で行われた3歳未勝利戦に出走し、2着。続く3歳未勝利戦では、単勝1.8倍の1番人気に推される。レースでは徐々にポジションを押し上げると、5番人気のショウナンアーサーとの競り合いを、クビ差凌いで勝利した。続いて東京優駿トライアルのGII青葉賞に出走するも、13着に敗れる。
7月20日に、1勝クラスの横津岳特別に出走。レースでは後方から進め、徐々にポジションを押し上げると前を行く7番人気のディーグランデをとらえ、2馬身差つけて快勝した。
その後、クラシック最終戦菊花賞に登録。3分の2の抽選を突破し、内枠6番を引き当てた。10月20日、菊花賞に出走。16番人気の低評価で迎えたレースでは後方から。追走して大外を回り、最後の直線で長く脚を使い4着に入った。続いて2勝クラスのフルーツラインカップに出走。1番人気に推されるも、5着に敗れた。
2020年2月1日、4歳初戦として2勝クラスの海の中道特別に出走。1番人気に推されたが3着に敗れた。その後、この年は2勝クラスのレース5戦を走るも0勝であった。

### 5歳（2021年）
5歳初戦として4歳以上2勝クラスに出走し、2着。続いて2勝クラスの淡路特別に出走。レースでは、6番人気タイセイシリウスが最初の1000mを57秒5のハイペース。速い流れのなか最後方で脚をため、直線ではメンバー最速の上がりで差し切り3馬身差をつける圧勝。勝ち時計は2分35秒8のコースレコード。2019年9月28日にメロディーレーンが記録したレコードを1秒3上回った。
5月2日に行われたGI天皇賞（春）に出走。10番人気で迎え、15着に大敗した。10月31日の古都ステークス（3勝クラス）では1番人気に推されたものの、メロディーレーンの4着に敗れた。
続いて、JRAの平地競走で最長距離の3600mで行われるGIIステイヤーズステークスに出走。初コンビとなる田辺裕信を鞍上に迎え6番人気に推されたレースでは、中団後方で脚を溜める展開。最終3コーナーから長く脚を使って追い上げ、逃げ粘る4番人気アイアンバローズをゴール寸前で差し切って、これに半馬身差をつけ優勝。重賞初制覇を果たした。鞍上の田辺は「成績にムラがあって、この距離もやってみないとわからない面がありましたので、直線に向くまでどれだけ脚を余して来られるかと考えていましたが、良い手応えで4コーナーを回って来られましたので、いけるのではないかと思いました。流れが遅い中で、良い感じで前へ進出できました」と振り返った。

### 6歳 - 7歳（2022年 - 2023年）
6歳初戦として、GII日経賞に出走。6番人気に推されたが、11着と大敗。
続いて2年連続となる天皇賞（春）に出走するも、落鉄が起こったことに加え展開も向かなかったため伸びず、タイトルホルダーの12着に敗れた。
この後、札幌日経オープンでは5着、京都大賞典では7着と精彩を欠くも、連覇がかかったステイヤーズステークスでは道中後方追走から脚を伸ばして3着に入った。
明け7歳になり、阪神大賞典から始動予定だったが、左前脚の中筋が腫れたため出走を回避。その後、繋靭帯炎を発症したため現役を引退することになった。引退後は乗馬となる。そして、3月24日付をもって、正式に競走馬登録を抹消した。

## 競走成績
以下の内容は、JBISサーチおよびnetkeiba.comに基づく。
| 競走日     | 競馬場 | 競走名             | 格  | 距離（馬場）  | 頭 数 | 枠 番 | 馬 番 | オッズ （人気） | 着順 | タイム （上がり3F） | 着差 | 騎手          | 斤量 [kg] | 1着馬（2着馬）         | 馬体重 [kg] |
| ---------- | ------ | ------------------ | --- | ------------- | ----- | ----- | ----- | --------------- | ---- | ------------------- | ---- | ------------- | --------- | ---------------------- | ----------- |
| 2018.08.19 | 札幌   | 2歳新馬            |     | 芝1800m（稍） | 14    | 8     | 13    | 244.2（14人）   | 09着 | R1:53.7（35.3）     | -1.7 | 0荻野琢真     | 54        | カウディーリョ         | 446         |
| 0000.11.25 | 京都   | 2歳未勝利          |     | 芝2000m（良） | 12    | 2     | 2     | 165.8（10人）   | 09着 | R2:02.5（35.4）     | -0.8 | 0荻野琢真     | 55        | ヒルノダカール         | 448         |
| 0000.12.09 | 阪神   | 2歳未勝利          |     | 芝2000m（良） | 9     | 7     | 7     | 050.50（6人）   | 07着 | R2:03.0（35.5）     | -0.6 | 0B.アヴドゥラ | 55        | タンタラス             | 450         |
| 2019.02.24 | 阪神   | 3歳未勝利          |     | 芝2400m（良） | 12    | 4     | 4     | 063.10（8人）   | 02着 | R2:26.5（34.2）     | -0.2 | 0松山弘平     | 56        | ビザンティン           | 448         |
| 0000.03.24 | 阪神   | 3歳未勝利          |     | 芝2400m（良） | 10    | 3     | 3     | 001.80（1人）   | 01着 | R2:32.1（34.4）     | -0.0 | 0松山弘平     | 56        | （ショウナンアーサー） | 442         |
| 0000.04.27 | 東京   | 青葉賞             | GII | 芝2400m（稍） | 16    | 5     | 10    | 138.7（15人）   | 13着 | R2:26.4（35.2）     | -1.4 | 0松山弘平     | 56        | リオンリオン           | 440         |
| 0000.07.20 | 函館   | 横津岳特別         | 1勝 | 芝2600m（良） | 10    | 8     | 9     | 006.20（3人）   | 01着 | R2:42.4（35.3）     | -0.3 | 0横山武史     | 54        | （ディーグランデ）     | 448         |
| 0000.08.17 | 札幌   | 札幌日刊スポーツ杯 | 2勝 | 芝2600m（良） | 11    | 7     | 8     | 006.10（4人）   | 05着 | R2:42.5（36.1）     | -0.2 | 0横山典弘     | 53        | ヒーリングマインド     | 446         |
| 0000.10.20 | 京都   | 菊花賞             | GI  | 芝3000m（良） | 18    | 3     | 6     | 164.8（16人）   | 04着 | R3:06.3（35.8）     | -0.3 | 0横山典弘     | 57        | ワールドプレミア       | 448         |
| 0000.11.16 | 福島   | フルーツラインC    | 2勝 | 芝2600m（良） | 14    | 6     | 10    | 002.50（1人）   | 05着 | R2:39.8（36.0）     | -0.8 | 0横山武史     | 55        | サンアップルトン       | 442         |
| 2020.02.01 | 小倉   | 海の中道特別       | 2勝 | 芝2600m（稍） | 13    | 5     | 6     | 003.60（1人）   | 03着 | R2:44.8（38.0）     | -1.5 | 0横山武史     | 56        | トーホウアルテミス     | 448         |
| 0000.04.04 | 中山   | 安房特別           | 2勝 | 芝2500m（良） | 11    | 7     | 9     | 007.20（5人）   | 02着 | R2:33.9（35.7）     | -0.3 | 0横山典弘     | 57        | シークレットラン       | 452         |
| 0000.04.26 | 京都   | 比良山特別         | 2勝 | 芝2200m（良） | 13    | 8     | 13    | 003.50（2人）   | 06着 | R2:13.1（34.5）     | -0.9 | 0福永祐一     | 57        | ドンアルゴス           | 454         |
| 0000.05.17 | 京都   | 白川特別           | 2勝 | 芝2400m（稍） | 9     | 6     | 6     | 003.20（2人）   | 02着 | R2:28.4（35.9）     | -0.8 | 0藤岡康太     | 57        | レオビヨンド           | 454         |
| 0000.12.06 | 中山   | 3歳上2勝クラス     |     | 芝2500m（良） | 12    | 2     | 2     | 004.40（2人）   | 02着 | R2:37.3（35.2）     | -0.0 | 0石橋脩       | 57        | ベデザンジュ           | 466         |
| 0000.12.27 | 中山   | グッドラックH      | 2勝 | 芝2500m（良） | 16    | 2     | 4     | 002.80（1人）   | 06着 | R2:37.9（37.7）     | -2.2 | 0横山典弘     | 57        | ディアスティマ         | 466         |
| 2021.02.28 | 阪神   | 4歳上2勝クラス     |     | 芝2400m（良） | 7     | 2     | 2     | 003.50（2人）   | 02着 | R2:24.8（34.7）     | -0.7 | 0岩田望来     | 57        | アドマイヤポラリス     | 468         |
| 0000.03.20 | 阪神   | 淡路特別           | 2勝 | 芝2600m（良） | 14    | 8     | 14    | 003.30（2人）   | 01着 | R2:35.8（34.9）     | -0.5 | 0松山弘平     | 57        | （ノーチカルチャート） | 462         |
| 0000.04.18 | 中山   | サンシャインS      | 3勝 | 芝2500m（稍） | 11    | 7     | 10    | 004.90（3人）   | 03着 | R2:35.6（36.1）     | -0.2 | 0池添謙一     | 56        | アドマイヤポラリス     | 468         |
| 0000.05.02 | 阪神   | 天皇賞（春）       | GI  | 芝3200m（良） | 17    | 4     | 8     | 045.2（10人）   | 15着 | R3:18.1（39.0）     | -3.4 | 0武豊         | 58        | ワールドプレミア       | 460         |
| 0000.10.02 | 中京   | 関ケ原S            | 3勝 | 芝2000m（良） | 13    | 5     | 6     | 013.10（5人）   | 12着 | R2:01.1（34.2）     | -1.2 | 0松山弘平     | 57        | シフルマン             | 474         |
| 0000.10.31 | 阪神   | 古都S              | 3勝 | 芝3000m（良） | 11    | 1     | 1     | 003.70（1人）   | 04着 | R3:07.9（35.3）     | -0.7 | 0藤岡康太     | 56        | メロディーレーン       | 466         |
| 0000.12.04 | 中山   | ステイヤーズS      | GII | 芝3600m（良） | 13    | 7     | 11    | 007.70（6人）   | 01着 | R3:47.6（34.6）     | -0.1 | 0田辺裕信     | 56        | （アイアンバローズ）   | 464         |
| 2022.03.26 | 中山   | 日経賞             | GII | 芝2500m（稍） | 15    | 1     | 1     | 016.80（6人）   | 11着 | R2:36.6（35.0）     | -1.2 | 0田辺裕信     | 57        | タイトルホルダー       | 464         |
| 0000.05.01 | 阪神   | 天皇賞（春）       | GI  | 芝3200m（稍） | 18    | 2     | 3     | 067.9（12人）   | 12着 | R3:20.2（38.7）     | -4.0 | 0田辺裕信     | 58        | タイトルホルダー       | 462         |
| 0000.08.06 | 札幌   | 札幌日経OP         | L   | 芝2600m（良） | 10    | 6     | 6     | 006.30（4人）   | 05着 | R2:41.8（34.9）     | -0.3 | 0池添謙一     | 58        | ハーツイストワール     | 466         |
| 0000.10.10 | 阪神   | 京都大賞典         | GII | 芝2400m（稍） | 14    | 8     | 13    | 054.9（14人）   | 07着 | R2:25.2（33.7）     | -0.9 | 0池添謙一     | 57        | ヴェラアズール         | 466         |
| 0000.12.03 | 中山   | ステイヤーズS      | GII | 芝3600m（良） | 14    | 6     | 9     | 006.70（4人）   | 03着 | R3:46.6（35.8）     | -0.3 | 0戸崎圭太     | 57        | シルヴァーソニック     | 462         |

- タイム欄のRはレコード勝ちを示す

## 血統表
| ディバインフォースの血統                   | ディバインフォースの血統                | ディバインフォースの血統                | （血統表の出典）                        | （血統表の出典） |
| 父系                                       | キングマンボ系                          | キングマンボ系                          | キングマンボ系                          | [ § 2 ]          |
| 父 *ワークフォース 鹿毛 2007 イギリス      | 父の父*キングズベスト 鹿毛 1997         | Kingmambo                               | Mr. Prospector                          | Mr. Prospector   |
| 父 *ワークフォース 鹿毛 2007 イギリス      | 父の父*キングズベスト 鹿毛 1997         | Kingmambo                               | Miesque                                 |                  |
| 父 *ワークフォース 鹿毛 2007 イギリス      | 父の父*キングズベスト 鹿毛 1997         | Allegretta                              | Lombard                                 | Lombard          |
| 父 *ワークフォース 鹿毛 2007 イギリス      | 父の父*キングズベスト 鹿毛 1997         | Allegretta                              | Anatevka                                |                  |
| 父 *ワークフォース 鹿毛 2007 イギリス      | 父の母Soviet Moon 鹿毛 2001             | Sadler's Wells                          | Northern Dancer                         | Northern Dancer  |
| 父 *ワークフォース 鹿毛 2007 イギリス      | 父の母Soviet Moon 鹿毛 2001             | Sadler's Wells                          | Fairy Bridge                            |                  |
| 父 *ワークフォース 鹿毛 2007 イギリス      | 父の母Soviet Moon 鹿毛 2001             | Eva Luna                                | Alleged                                 | Alleged          |
| 父 *ワークフォース 鹿毛 2007 イギリス      | 父の母Soviet Moon 鹿毛 2001             | Eva Luna                                | Media Luna                              |                  |
| 母 ツクバビューティ 栗毛 2011 北海道安平町 | 母の父ゼンノロブロイ 黒鹿毛 2000        | *サンデーサイレンス                     | Halo                                    | Halo             |
| 母 ツクバビューティ 栗毛 2011 北海道安平町 | 母の父ゼンノロブロイ 黒鹿毛 2000        | *サンデーサイレンス                     | Wishing Well                            |                  |
| 母 ツクバビューティ 栗毛 2011 北海道安平町 | 母の父ゼンノロブロイ 黒鹿毛 2000        | *ローミンレイチェル                     | *マイニング                             | *マイニング      |
| 母 ツクバビューティ 栗毛 2011 北海道安平町 | 母の父ゼンノロブロイ 黒鹿毛 2000        | *ローミンレイチェル                     | One Smart Lady                          |                  |
| 母 ツクバビューティ 栗毛 2011 北海道安平町 | 母の母*エスユーエフシー 鹿毛 1998       | Alzao                                   | Lyphard                                 | Lyphard          |
| 母 ツクバビューティ 栗毛 2011 北海道安平町 | 母の母*エスユーエフシー 鹿毛 1998       | Alzao                                   | Lady Rebecca                            |                  |
| 母 ツクバビューティ 栗毛 2011 北海道安平町 | 母の母*エスユーエフシー 鹿毛 1998       | Familiar                                | Diesis                                  | Diesis           |
| 母 ツクバビューティ 栗毛 2011 北海道安平町 | 母の母*エスユーエフシー 鹿毛 1998       | Familiar                                | Lost Virtue                             |                  |
| 母系(F-No.)                                | (FN:8-h)                                | (FN:8-h)                                | (FN:8-h)                                | [ § 3 ]          |
| 5代内の近親交配                            | Northern Dancer 4×5, Mr. Prospector 4×5 | Northern Dancer 4×5, Mr. Prospector 4×5 | Northern Dancer 4×5, Mr. Prospector 4×5 | [ § 4 ]          |
| 出典                                       | 1. 2. 3. 4.                             | 1. 2. 3. 4.                             | 1. 2. 3. 4.                             | 1. 2. 3. 4.      |

- 母の半弟に2019年の目黒記念勝ち馬ルックトゥワイスがいる[12]。